# Dettenhofen (Lupburg)
Dettenhofen ist ein Gemeindeteil des Marktes Lupburg im Landkreis Neumarkt in der Oberpfalz.

## Geografie
Dettenhofen liegt im Tal der Schwarzen Laber und ist zwei Kilometer vom Lauf dieses Flusses entfernt. Das Dorf liegt 27 Kilometer südöstlich der Stadt Neumarkt in der Oberpfalz sowie zwei Kilometer südwestlich von Lupburg. Unmittelbar südwestlich des Ortes führt die Bahnstrecke Regensburg–Nürnberg vorbei, der nächstgelegene größere Bahnhof liegt vier Kilometer entfernt in Parsberg.

## Geschichte
Das bayerische Urkataster zeigt Dettenhofen in den 1810er Jahren als kleines Dorf, das aus neun Herdstellen besteht. Im Jahr 1970 hatte das Dorf 50 Einwohner. Bis 1972 gehörte Dettenhofen zur Gemeinde See, dann wurde es zusammen mit dieser Kommune in den Markt Lupburg eingemeindet. Im Jahr 1987 lebten 52 Einwohner in Dettenhofen.